# Dicranomyia allani
Dicranomyia allani là một loài ruồi trong họ Limoniidae. Chúng phân bố ở miền Australasia.